# Werner Ross
Werner Ross (* 27. Januar 1912 in Uerdingen; † 16. Juli 2002 in München) war ein deutscher Publizist und Literaturkritiker.

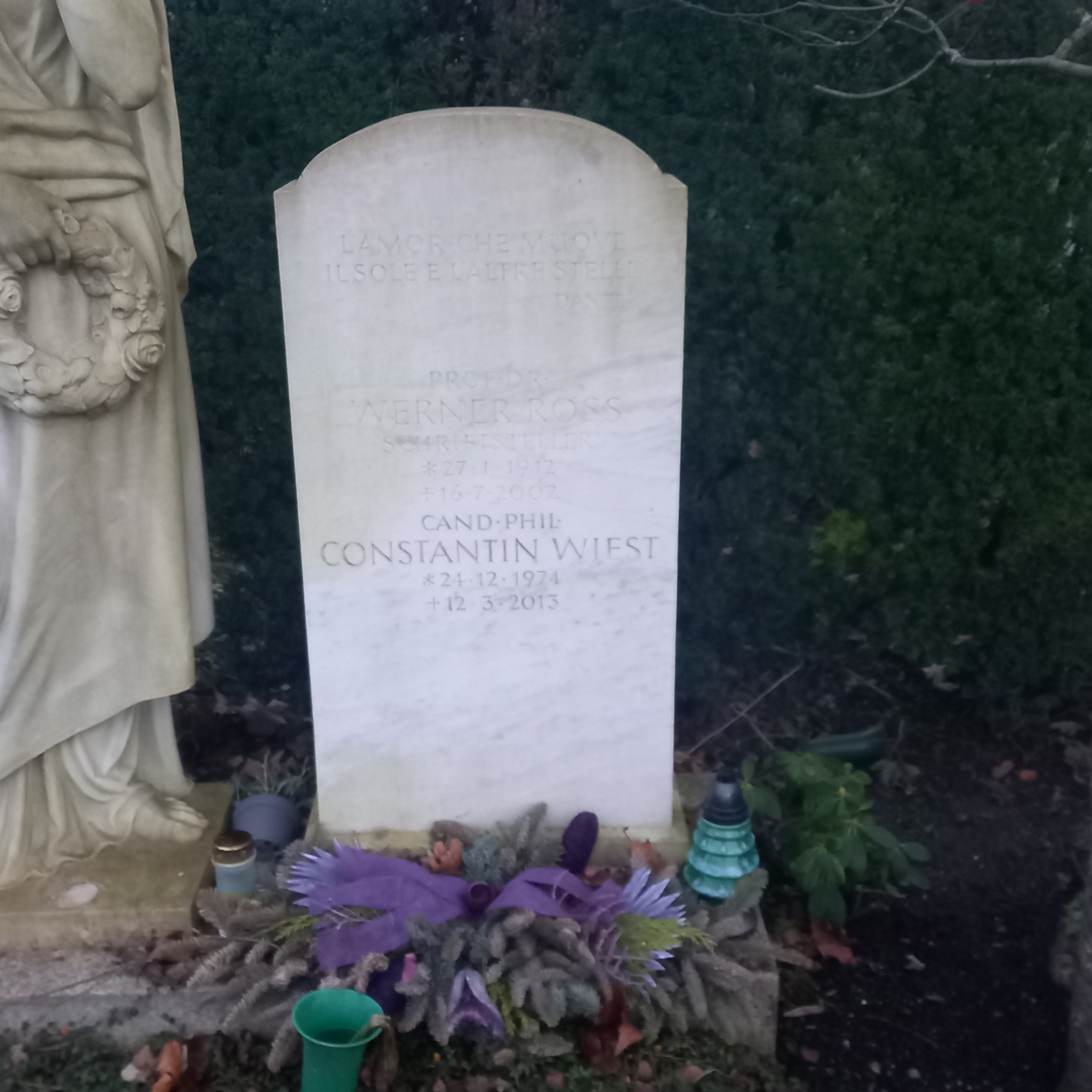
Das Grab von Werner Ross auf dem Nordfriedhof (München)

## Leben und Wirken
Werner Ross studierte Germanistik, Romanistik und Philosophie in Bonn. Dort wurde er 1938 mit einer Dissertation über „Das Bild der römischen Kaiserzeit in der französischen Literatur des 19. Jahrhunderts“ zum Dr. phil. promoviert; sein Doktorvater war Ernst Robert Curtius.
Nach dem Studium ging er als Lektor für deutsche Schriften nach Italien, bis er 1942 eingezogen wurde. 1945 wurde er Gymnasiallehrer in Uerdingen, wo er bis 1951 vor allem Deutsch und Französisch unterrichtete. 1956 übernahm er die Leitung der Deutschen Schule in Rom. 1964 wurde er Direktor des Goethe-Instituts in München. 1972 trat er wegen Meinungsverschiedenheiten mit dem Auswärtigen Amt zurück. Seit 1978 hatte er eine Honorarprofessur für vergleichende Literaturgeschichte an der Universität München. 1993 bis 1996 war er Präsident des Freien Deutschen Autorenverbandes (FDA).
Ross’ bekanntestes Buch ist die bis heute vielgelesene Nietzsche-Biographie Der ängstliche Adler, die 1980 in der Deutschen Verlagsanstalt erschien.

## Auszeichnungen
- 1982: Bundesverdienstkreuz 1. Klasse
- 1993: Ernst-Robert-Curtius-Preis für Essayistik
- 1995: Niederrheinischer Literaturpreis

## Schriften (Auswahl)
- Das Bild der römischen Kaiserzeit in der französischen Literatur des 19. Jahrhunderts. Pöppinghaus, Bochum-Langendreer 1938 (Bonn, Universität, Dissertation, 1936).
- mit Herbert Frenzel: 1000 idiomatische italienische Redensarten. Mit Erklärungen und Beispielen. Langenscheidt, Berlin-Schöneberg 1939.
- Das Deutsche in der Konkurrenz der Weltsprachen. In: Der deutsche Lehrer im Ausland. Jahrgang 16, Heft 11, 1969, ISSN 0418-8802, S. 289–299. 
  - auch in: Hugo Moser (Hrsg.): Probleme der kontrastiven Grammatik (= Institut für Deutsche Sprache. Jahrbuch. 1969, ISSN 0537-7900 = Sprache der Gegenwart. 8). Schwann, Düsseldorf 1970, S. 178–190.
  - auch in: Merkur. Deutsche Zeitschrift für europäisches Denken. Band 24, Nummer 2, 1970, S. 155–164.
- Der ängstliche Adler. Friedrich Nietzsches Leben. Deutsche Verlags-Anstalt, Stuttgart 1980, ISBN 3-421-01976-2.
- Mit der linken Hand geschrieben … Der deutsche Literaturbetrieb (= Texte + Thesen. 170). Edition Interfrom, Osnabrück u. a. 1984, ISBN 3-7201-5170-0.
- Die Feder führend. Schriften aus fünf Jahrzehnten. Kastell, München 1987, ISBN 3-924592-07-1.
- Lou Andreas-Salomé. Weggefährtin von Nietzsche, Rilke, Freud. Siedler, Berlin 1992, ISBN 3-88680-432-1.
- Baudelaire und die Moderne. Porträt einer Wendezeit (= Piper. 1855). Piper, München u. a. 1993, ISBN 3-492-11855-0.
- Der wilde Nietzsche oder Die Rückkehr des Dionysos. Deutsche Verlags-Anstalt, Stuttgart 1994, ISBN 3-421-06668-X.
- Venezianische Promenade. Siedler, München 1996, ISBN 3-88680-568-9.
- Bohemiens und Belle Epoque. Als München leuchtete. Siedler, Berlin 1997, ISBN 3-88680-611-1.
- Trockene Spätlese. Mein Leben und meine Ansichten. Herausgegeben von Johann Prossliner. Kastell, München 2003, ISBN 3-924592-25-X.